# Reiva-kor

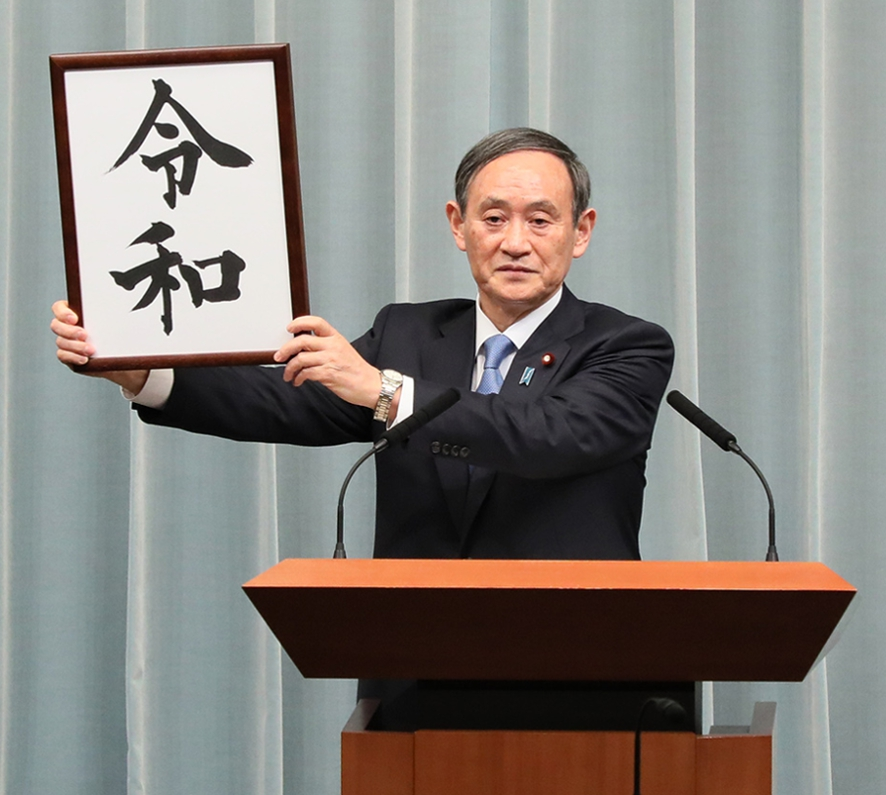
Szuga Josihide bemutatja a Reiva-kor kandzsijait

A Reiva-kor (令和時代; Reiva dzsidai; Hepburn: Reiwa jidai) japán uralkodói korszak, mely 2019. május 1-jén, Naruhito herceg trónra lépésével indult. Egyidejűleg, április 30-án véget ért Akihito császár uralkodási érája, a Heiszei-kor.
Az új korszaknevet Szuga Josihide kabinetfőtitkár mutatta be televíziós élő közvetítésben, a hagyományoknak megfelelően kalligráfiával írt táblán.
Az írásjegyeket a Manjósú versantalógia egyik verséből vették, melynek 初春令月、氣淑風和 sora azt jelenti, „kellemes idő az (első) tavasz szerencsés hónapjában”, a két kiemelt kandzsi jelentése pedig „szerencsés”, illetve „kellemes/harmonikus”.